# Suspensório

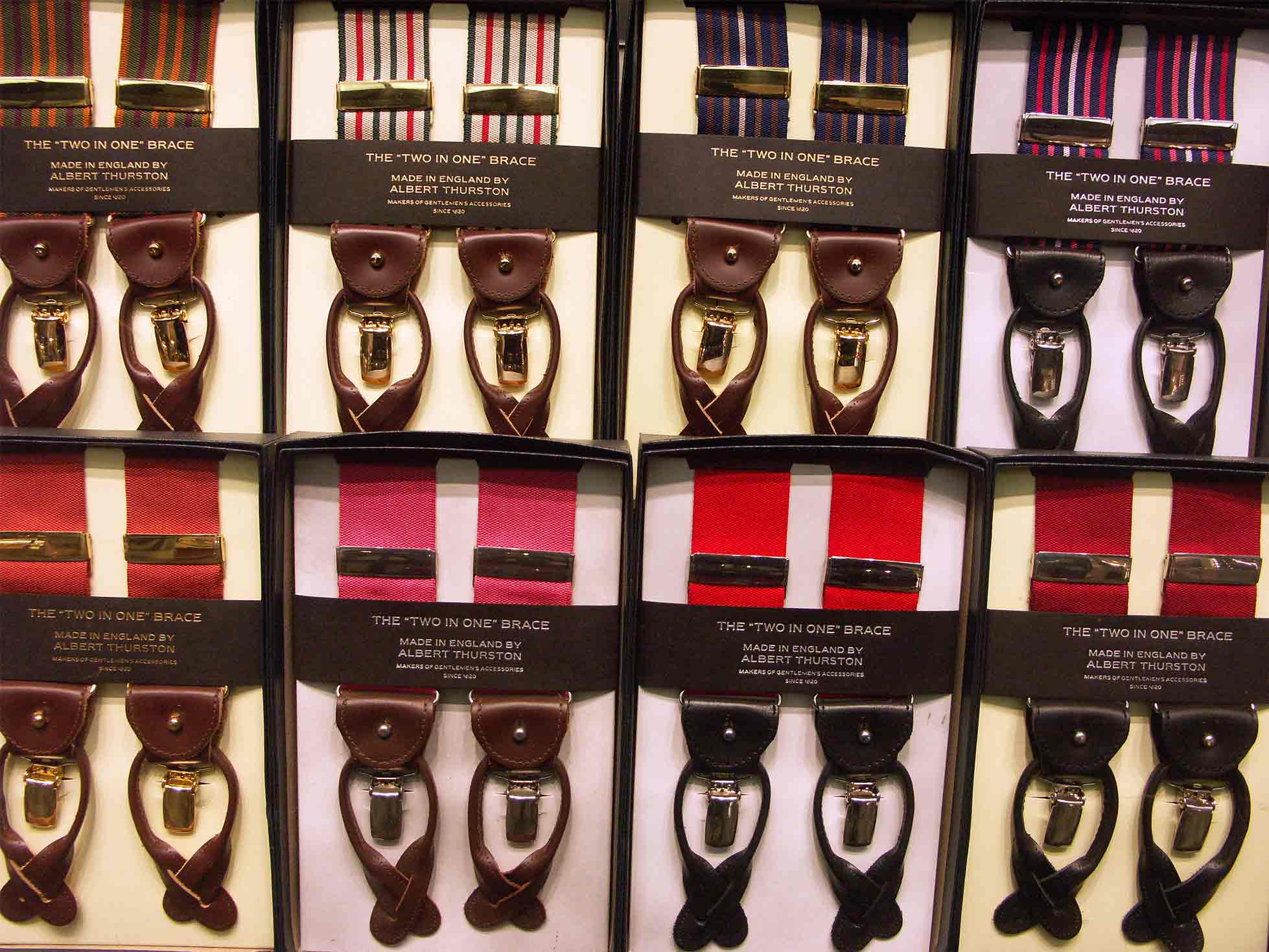
Suspensórios

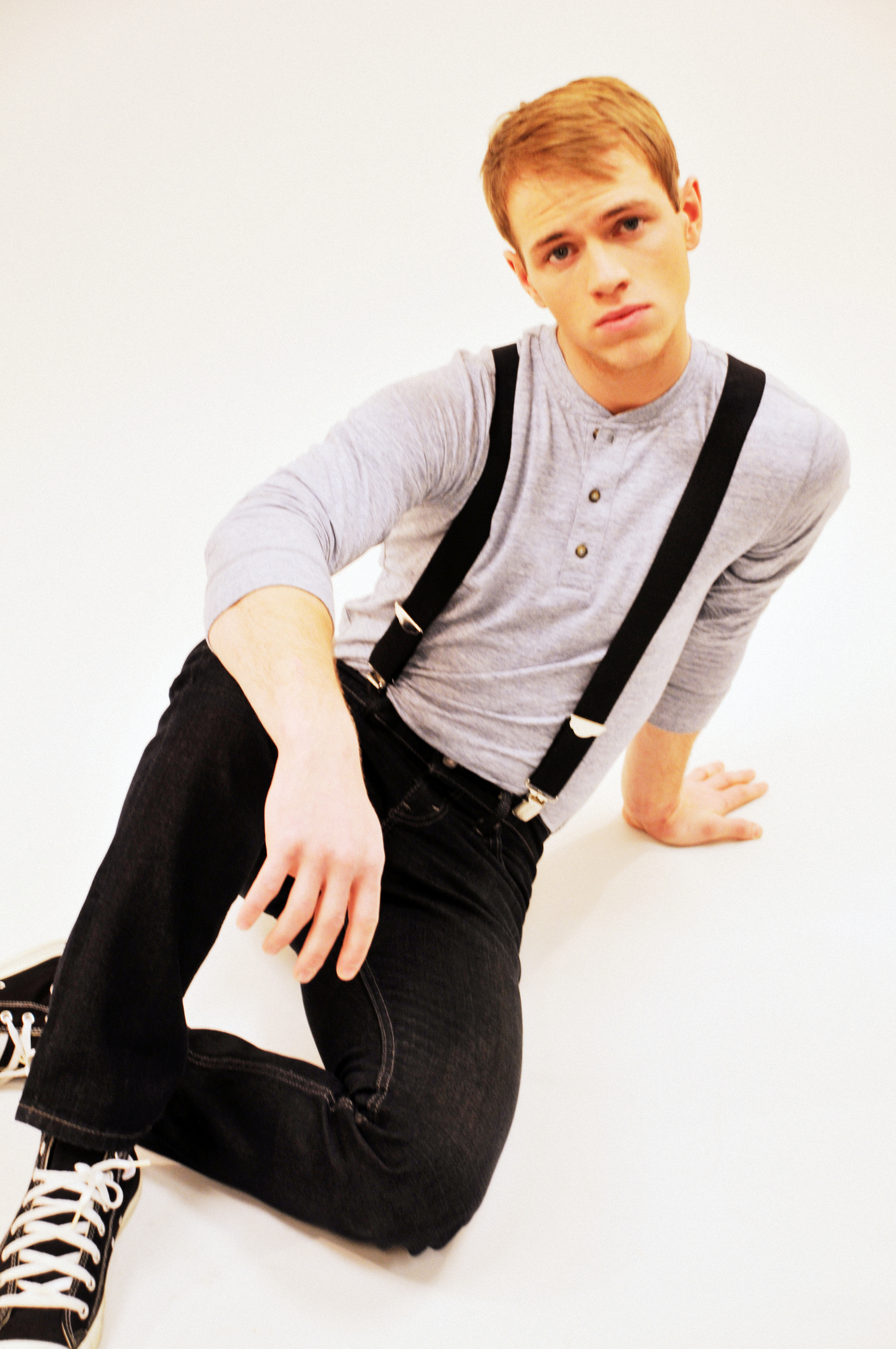
Jovem usando suspensórios.

Os suspensórios são uma peça de vestuário para serem usados como alternativa aos cintos, para suspender as calças e mantê-las na mesma altura e posição.
São feitos de alças, que podem ser elásticas, unidas nas costas e presas às calças por botões ou clipes de metal. Estima-se que o primeiro suspensório a ser criado tem mais de 200 anos.

## Moda
Os suspensórios já fizeram moda em especial no começo de sua existência, mas deixaram de ser moda nos anos 60. Mesmo assim muitos homens, de jovens a velhos, continuaram a usar esse acessório. Atualmente estão retornando à moda e muitos estilistas estão investindo seu trabalho e dinheiro para que os suspensórios sejam mais divulgados e voltem a ser moda. Hoje em dia é usado por jovens inclusive com calça jeans ou suspensórios com cores vivas e com fluorescência como azul, verde, laranja e roxo.